# 로도비코 페라리
로도비코 페라리(Lodovico Ferrari, 1522년 2월 2일 - 1565년 10월 5일)는 이탈리아의 수학자이다.
페라리는 스승 지롤라모 카르다노를 도와 사차 방정식의 일반적인 해법을 발견했다. 혹은 그의 양자라는 설도 있다. 스승(혹은 양부)인 지롤라모 카르다노는 친아들 2명의 불행한 삶을 보상받기 위해 페라리를 수학자로 키웠으며 또 그에게 많은 도움을 받기도 했다. 그러나 페라리 역시 카르다노의 두 아들과 마찬가지로 헤픈 생활을 하며 술집에서 오른 손가락을 모두 잃고 43세에 애인(혹은 친여동생)에게 독살 당한다.

## 같이 보기
- 라파엘 봄벨리